# Gymnadenia carpatica
Билине́ць карпатський (Gymnadenia carpatica), також відомий як чорнянка карпатська — вид рослин із родини зозулинцевих (Orchidaceae), ендемік Східних Карпат.

## Біоморфологічна характеристика
Багаторічна трав'яна рослина 7–18 см заввишки. Листки чергові, вузькі, лінійні, жолобчасті. Суцвіття щільне куле- або яйцеподібне. Квітки дрібні, темно-лілово-червоні. В процесі цвітіння оцвітина знебарвлюється до світло-рожевого або білуватого кольору

## Поширення
Вузьколокальний ендемік Східних Карпат. В Україні відомий з шести місцезнаходжень: Чивчини — полонина Прелука (г. Василькова), хр. Чорний Діл (урочища Слатина і Жупани), Гринявські гори — хр. Яровиця (уроч. Слатина, перевал Джогуль), в Івано-Франківській і Чернівецькій областях.
Росте у субальпійському та верхньому лісовому поясах.

## Значення і статус виду
Ендемік Східних Карпат — Україна, Румунія.
Має статус «зникаючого» в ЧКУ. Вид внесений до II Додатку Конвенції про міжнародну торгівлю видами дикої фауни і флори, що перебувають під загрозою зникнення.